# Västerängsudds naturreservat
Västerängsudds naturreservat är ett naturreservat i Sigtuna kommun i Stockholms län.
Området är naturskyddat sedan 1957 och är 17 hektar stort. Reservatet ligger på en udde vid norra stranden av Skarven och omfattar en mindre höjd och odlingslandskap. Reservatet består av öppna ängar och en ekbacke.